# Aminata Dramane Traoré
Pour les articles homonymes, voir Aminata Traoré et Traoré.
Aminata Dramane Traoré est une femme politique et écrivaine malienne, née le 26 juillet 1947 à Bamako (Mali).

## Biographie
Née en 1947 dans une famille modeste de douze enfants, Aminata Traoré a fréquenté l’école Maginot.
Elle a étudié en France à l’université de Caen. Elle est titulaire d’un doctorat de 3e cycle en psychologie sociale et d’un diplôme de psychopathologie. Chercheuse en sciences sociales, elle a enseigné à l’Institut d’ethnosociologie de l’université d’Abidjan (Côte d’Ivoire) et travaillé pour plusieurs organisations régionales et internationales.
Elle est nommée ministre malienne de la Culture et Tourisme sous la présidence d’Alpha Oumar Konaré entre 1997 et 2000. 
Aminata Dramane Traoré est aussi chef d’entreprise à Bamako. Elle est propriétaire d'un restaurant-galerie de luxe, le San-Toro, et d’une maison d’hôtes pour touristes ou riches Maliens, le Djenné, qu’elle a fait construire avec des matériaux locaux.

## Engagement altermondialiste
Militante altermondialiste, elle s’est engagée dans le combat contre le libéralisme, qu’elle considère comme responsable du maintien de la pauvreté au Mali et en Afrique en général. Aminata Dramane Traoré souhaite que les États africains cessent de suivre les injonctions des pays occidentaux qui se traduisent par « les plans et programmes des banquiers internationaux et des grandes puissances du Nord » et qui conduisent à la pauvreté des populations et engendrent les phénomènes de violence et l’émigration vers l’Europe d’une grande partie de la jeunesse désabusée. Elle demande aux gouvernants africains de réagir face au néocolonialisme.
Aminata Dramane Traoré a pris position en faveur du président zimbabwéen Robert Mugabe dans la gestion de son pays, considérant que ce qu’on reproche au dictateur (la faillite de l’économie, le non-respect des droits de l’Homme, l’appauvrissement de la population) serait dû en grande partie à la politique menée par l’ancienne puissance coloniale, le Royaume-Uni, et au non-respect de ses engagements. Elle renvoie les « donneurs de leçons », c’est-à-dire selon elle les pays "occidentaux", à leurs propres manquements (guerre contre l’Irak, crise économique, politique migratoire...)
Elle coordonne les activités du Forum pour un autre Mali et était responsable de l’organisation du troisième volet à Bamako du Forum social mondial polycentrique de 2006.
En mai 2018, elle participe à la conférence internationale « Bandung du Nord », organisée par le Decolonial International Network afin de « questionner la mémoire coloniale », à laquelle participe aussi les militants antiracistes Angela Davis et Fred Hampton Jr. (en), ou encore le journaliste Muntadhar al-Zaidi.
En janvier 2020, Aminata Dramane Traoré et une cinquantaine d'intellectuels publient une déclaration demandant l'ouverture d'un débat « populaire et inclusif » sur la réforme du Franc CFA en cours en indiquant que « la question de la monnaie est fondamentalement politique et que la réponse ne peut être principalement technique ». Aminata Dramane Traoré est interviewée sur la chaîne Thinkerview, qui l'interroge sur ses avis concernant de nombreux aspects géopolitiques de l'influence française sur les anciennes colonies françaises, de la gouvernance malienne et d'autres thèmes au sujet de l'Afrique.
« En cheville avec le régime militaire d’Assimi Goïta, qui a dissous le conseil élu d’une commune bamakoise pour la nommer à sa tête », Aminata Dramane Traoré est critiquée en 2025 par le journaliste Ousmane Ndiaye qui la considère comme faisant partie du « paravent intellectuel du déni démocratique » dans son ouvrage L’Afrique contre la démocratie. Mythes, déni et péril.

## Activités éditoriales
En 1999, elle publie l'Étau, un essai dénonçant la politique des institutions de Bretton Woods (Fonds monétaire international, Banque mondiale) qui imposent la mise en place de plans d’ajustement structurel qui ne font qu’appauvrir les populations africaines.
En 2002, dans le Viol de l’imaginaire, elle dénonce les mécanismes privant l’Afrique de ses ressources financières, naturelles et humaines.
En 2005, elle publie une Lettre au président des Français à propos de la Côte d’Ivoire et de l’Afrique en général où elle analyse les crises africaines dans le « pré carré français » à la lumière de la mondialisation libérale.
En 2008, elle publie l’Afrique humiliée où elle critique vivement le discours qu'elle considère comm raciste et néocolonialiste de Nicolas Sarkozy à Dakar en juillet 2007.
Elle participe, avec Jean-Louis Martinelli, à l'écriture de la pièce Une nuit à la présidence, qui sera mise en scène par Jean-Louis Martinelli au Théâtre Nanterre-Amandiers, en 2014. 
Aminata Dramane Traoré apparaît en tant que témoin, dans le film Bamako d'Abderrahmane Sissako.

## Distinctions et décorations
- Ciwara d’excellence (1995)[13]
- Prix du Prince Claus de la Culture (Pays-Bas) en 2004
- Chevalier (1996), officier (2006) puis commandeur de l’ordre national du Mali (2008)

## Publications

### Ouvrages
- Femmes d'Afrique: douloureux ajustement, Éditions Actes Sud, 1995
- L’Étau, Éditions Actes Sud, 1999
- Le Viol de l’imaginaire, Éditions Fayard, 2002
- Lettre au président des Français à propos de la Côte d’Ivoire et de l’Afrique en général, Éditions Fayard, 2005
- L’Afrique humiliée, Éditions Fayard, 2008
- L'Afrique mutilée, Taama Éditions, 2012

### Articles et préfaces
- « Ainsi nos œuvres d’art ont droit de cité là où nous sommes, dans l’ensemble, interdits de séjour », 27 juin 2006,  sur educationsansfrontieres.org.
- Préface, in Martine Boudet (coord.), Urgence antiraciste-Pour une démocratie inclusive, Paris, Le Croquant, 2017.